# Pseudotaquilito

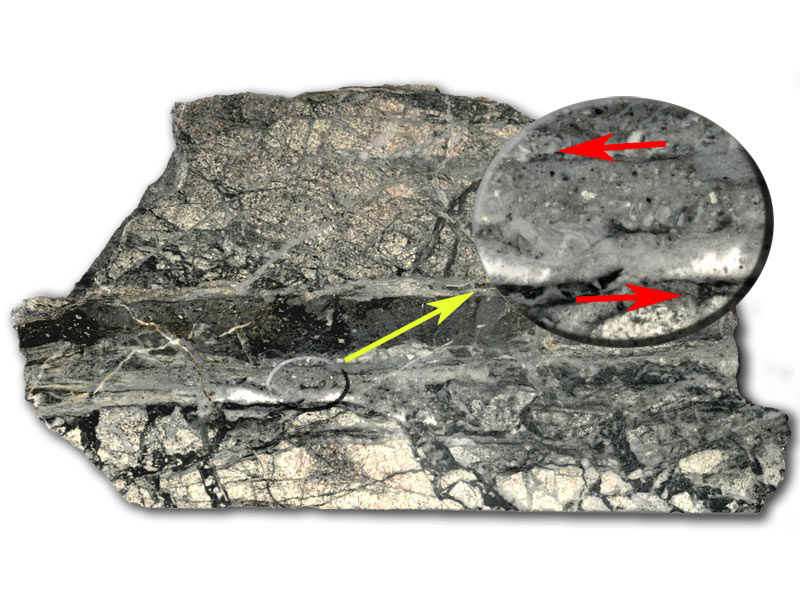
Pseudotaquilito do astroblema de Rochechouart-Chassenon.

Pseudotaquilito ou falso taquilito é uma rocha escura, vítrea ou afanítica, semelhante ao taquilito. O pseudotaquilito se origina por extrema moagem e/ou fusão devida à energia térmica libertada quando há uma ruptura na rocha tensionada com forte fricção intergranular.

## Descrição
Os pseudotaquilitos são rochas formadas por material vítreo que preenchem finos veios associadas a falhas e crateras de impacto. São gerados pela ação de altas pressões ou fricções em rochas que contêm quartzo. Também foram documentados em grandes deslizamentos de terra.